# Lisa McAllister
Lisa McAllister (* 21. November 1980 in Schottland) ist eine britische Schauspielerin und Model.

## Leben
McAllister wurde in Schottland geboren, wuchs allerdings in der Grafschaft Surrey im Süden Englands auf. Sie sammelte erste öffentliche Bekanntheit durch Modelaufträge. Größere Aufmerksamkeit als Schauspielerin erlangte sie zwischen 2004 und 2005 in der Rolle der Sofia Moxham in der Fernsehserie Dream Team. Im Folgejahr sammelte sie erste Erfahrungen als Filmschauspielerin, unter anderem durch eine größere Rolle im Fernsehfilm Pumpkinhead: Asche zu Asche. 2008 bekam sie eine Nebenrolle im Spielfilm The Dark Knight. Von 2010 bis 2014 wirkte sie in der Fernsehserie Sherlock als Anthea mit. 2013 übernahm sie die weibliche Hauptrolle im Tierhorrorfernsehfilm Robocroc.

## Filmografie
- 2004–2005: Dream Team (Fernsehserie, 15 Episoden)
- 2006: The Number One Girl
- 2006: Sea of Souls (Fernsehserie, Episode 3x02)
- 2006: Pumpkinhead: Asche zu Asche (Pumpkinhead: Ashes to Ashes) (Fernsehfilm)
- 2007: The Bill (Fernsehserie, Episode 23x30)
- 2008: The Dark Knight
- 2008: How I Learned to Love Richard Gere (Kurzfilm)
- 2008: New York für Anfänger (How to Lose Friends & Alienate People)
- 2010: Just for the Record
- 2010: Devil’s Playground
- 2010: Dead Cert
- 2010–2014: Sherlock (Fernsehserie, 3 Episoden)
- 2011: Killing Bono
- 2011: Hardy Bucks (Fernsehserie, 5 Episoden)
- 2012: The Fear (Mini-Serie, 4 Episoden)
- 2013: Rush – Alles für den Sieg (Rush)
- 2013: Scar Tissue
- 2013: Robocroc (Fernsehfilm)
- 2015: Drunk History: UK (Fernsehserie, 2 Episoden)